# Massive Addictive
Massive Addictive — третий студийный альбом шведско-датской метал-группы Amaranthe. Это также первый альбом с Хенриком Энглундом (Scarpoint) на скриминге, заменившим бывшего скримера Андреаса "Энди" Сольвестрёма, который покинул группу в 2013 году.

## Список композиций
Слова и музыка всех песен — Олоф Мёрк, Джейк Э. Люндберг,  а также Элиз Рид; исключения отмечены.
| №                   | Название                                   | Длительность |
| ------------------- | ------------------------------------------ | ------------ |
| 1.                  | «Dynamite»                                 | 3:14         |
| 2.                  | «Drop Dead Cynical»                        | 3:17         |
| 3.                  | «Trinity»                                  | 3:11         |
| 4.                  | «Massive Addictive»                        | 3:29         |
| 5.                  | «Digital World»                            | 3:17         |
| 6.                  | «True»                                     | 3:30         |
| 7.                  | «Unreal»                                   | 3:36         |
| 8.                  | «Over and Done» (Мёрк, Люндберг)           | 3:38         |
| 9.                  | «Danger Zone»                              | 3:01         |
| 10.                 | «Skyline»                                  | 3:39         |
| 11.                 | «An Ordinary Abnormality» (Мёрк, Люндберг) | 3:28         |
| 12.                 | «Exhale» (Мёрк, Люндберг)                  | 3:43         |
| Общая длительность: | Общая длительность:                        | 41:11        |

| №                   | Название             | Длительность |
| ------------------- | -------------------- | ------------ |
| 13.                 | «Trinity» (Acoustic) | 3:20         |
| 14.                 | «True» (Acoustic)    | 3:23         |
| Общая длительность: | Общая длительность:  | 47:53        |

| №                   | Название                      | Длительность |
| ------------------- | ----------------------------- | ------------ |
| 13.                 | «1.000.000 Lightyears» (Live) | 3:26         |
| Общая длительность: | Общая длительность:           | 44:37        |

## Чарты
| Чарт (2014)                            | Пиковая позиция |
| -------------------------------------- | --------------- |
| Бельгия/Фландрия (Ultratop)            | 194             |
| Финляндия (Suomen virallinen lista)    | 6               |
| Германия (Offizielle Top 100)          | 89              |
| Япония (Oricon)                        | 14              |
| Швеция (Sverigetopplistan)             | 18              |
| Швейцария (Schweizer Hitparade)        | 53              |
| США (Billboard 200)                    | 105             |
| США (Billboard Top Rock Albums)        | 25              |
| США (Billboard Top Hard Rock Albums)   | 3               |
| США (Billboard Top Heatseekers Albums) | 1               |